# Sân bay quốc tế Quốc vương Abdulaziz
Sân bay quốc tế Quốc vương Abdulaziz (Kaia) (tiếng Ả Rập: مطار الملك عبدالعزيز الدولي) (IATA: JED, ICAO: OEJN) là một sân bay có cự ly 19 km về phía bắc Jeddah. Được đặt theo tên vua Abdulaziz Al Saud và khánh thành vào năm 1981, sân bay này là sân bay bận rộn nhất của Ả Rập Xê Út và là sân bay lớn thứ ba trong vương quốc.
Sân bay chiếm diện tích 15 km vuông. Bên cạnh cơ sở cảng hàng không, sân bay này bao gồm một nhà ga của hoàng gia, các cơ sở của Không quân Hoàng gia Ả Rập, và các cơ sở nhà ở cho các nhân viên sân bay. Công trình xây dựng trên sân bay Kaia bắt đầu vào năm 1974, và được hoàn thành vào năm 1980. Cuối cùng, vào ngày 31 tháng 5 năm 1981, sân bay này đã mở dịch vụ sau khi được chính thức khánh thành vào tháng 4 năm 1981.
Theo một cuộc thăm dò năm 2014, Sân bay quốc tế Quốc vương Abdulaziz được bình chọn là sân bay tồi tệ thứ hai thế giới sau sân bay quốc tế Islamabad.